# Nora station

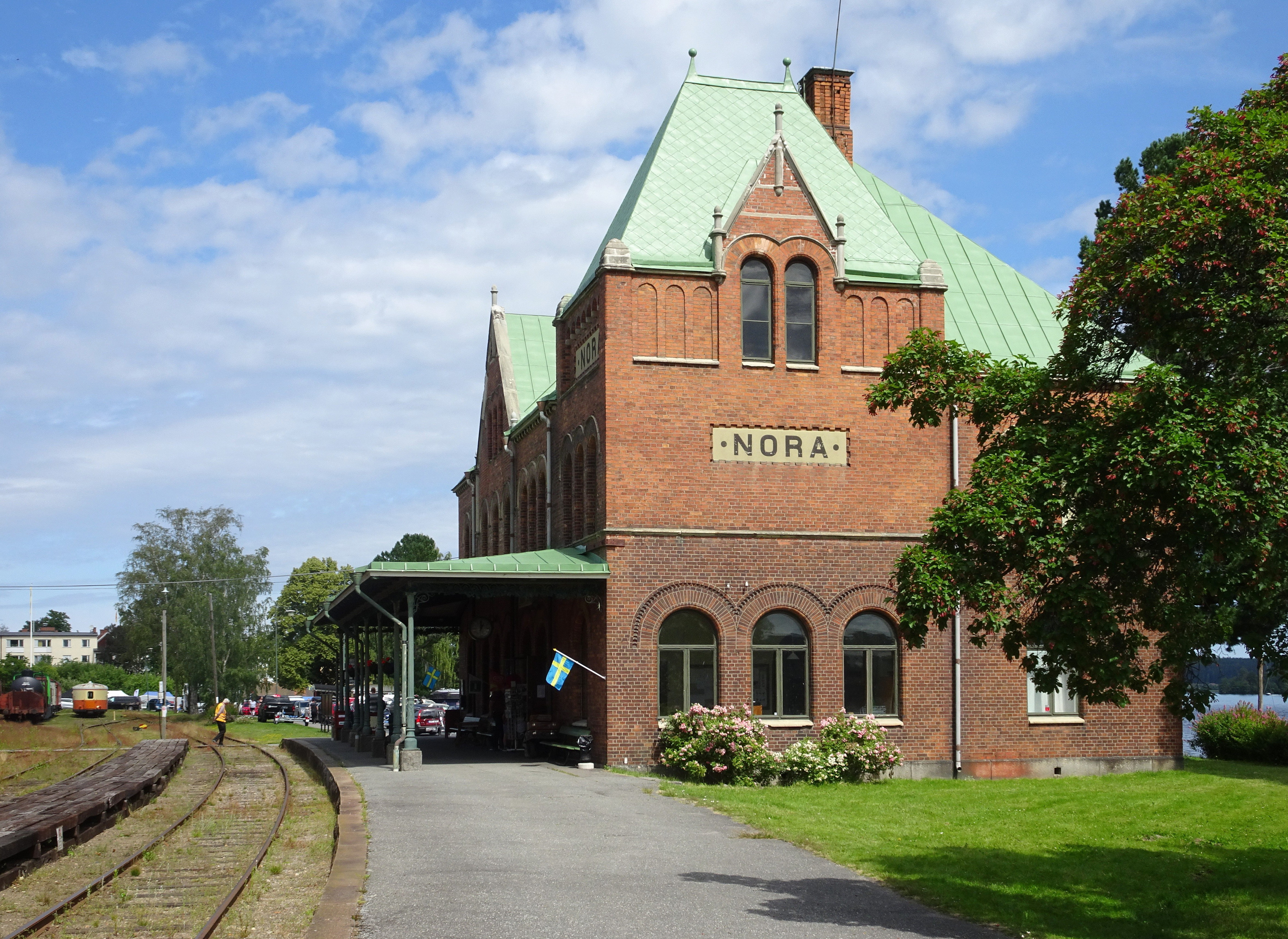
Nora stationshus, fasad mot söder i juli 2019.

Nora station är en järnvägsstation i tätorten Nora i Nora kommun, Örebro län. På stationsområdet ligger flera kulturhistoriskt intressanta byggnader som sedan år 2005 är klassade som byggnadsminnen. På bangården finns idag ett 20-tal byggnader som är uppförda från 1890-talet fram till 1940-talet och de representerar alla sin byggnadstid på ett karakteristiskt sätt. Stationsområdet ingår i riksintresseområde T33 (Centrala Nora) och belönades 1993 med Europa Nostra-priset.

## Byggnader i urval

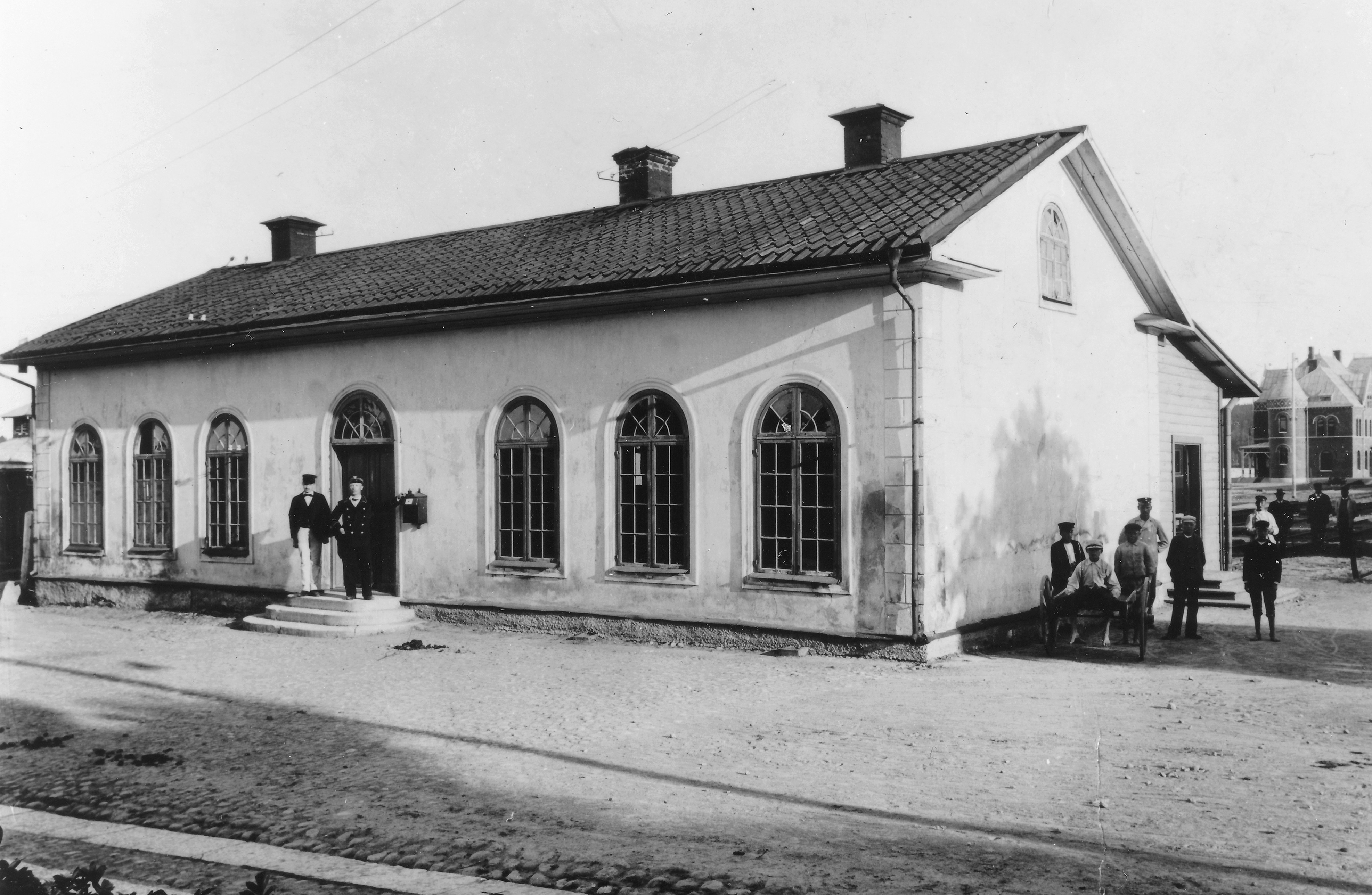
Noras första stationshus revs år 1900.

### Stationshuset
Stationsområdet i Nora ligger vid Norasjöns västra strand. Det första stationshuset och ett godsmagasin uppfördes här 1855 för Nora–Ervalla Järnväg som invigdes den 5 mars 1856. Nuvarande Nora stationshus stod färdigt år 1898 och ritades av arkitekterna Ludwig Peterson och Ture Stenberg. Byggnaden är en typisk representant för dåtidens tegelarkitektur, gestaltad i tidig nationalromantik med asymmetri, torn med branta plåttak, talrika mönstermurningar, runda valvbågar ovanför fönstren och frontespiser vid långfasaderna. Huset har två plan samt en delvis inredd vindsvåning. I samband med nybygget fylldes spårområdet ut och breddades med fler spår ned mot Norasjön.
I entréplanet låg från början några väntsalar för passagerare och en vestibul med anslutning till biljettexpedition och resegodsmagasin. På övre våningen låg bland annat kontor, arkiv och styrelserummet vilket är bevarat. Huvudtrapphuset markerar sig utåt genom ett runt hörntorn. Dessutom finns en spiraltrappa från före detta stationsexpeditionen till övervåningen. Av den ursprungliga fasta inredningen är mycket bevarat, bland annat signalskåp, dörrar, stuckaturer, kakelugn och den brandsäkra arkivdörren. Perrongen skyddas av ett skärmtak som bärs upp av gjutjärns-kolonner med florala utsmyckningar. Sedan början av 2000-talet inryms Noras turistbyrå i bottenvåning. Huset är byggnadsminne sedan 2005.

Stationshuset
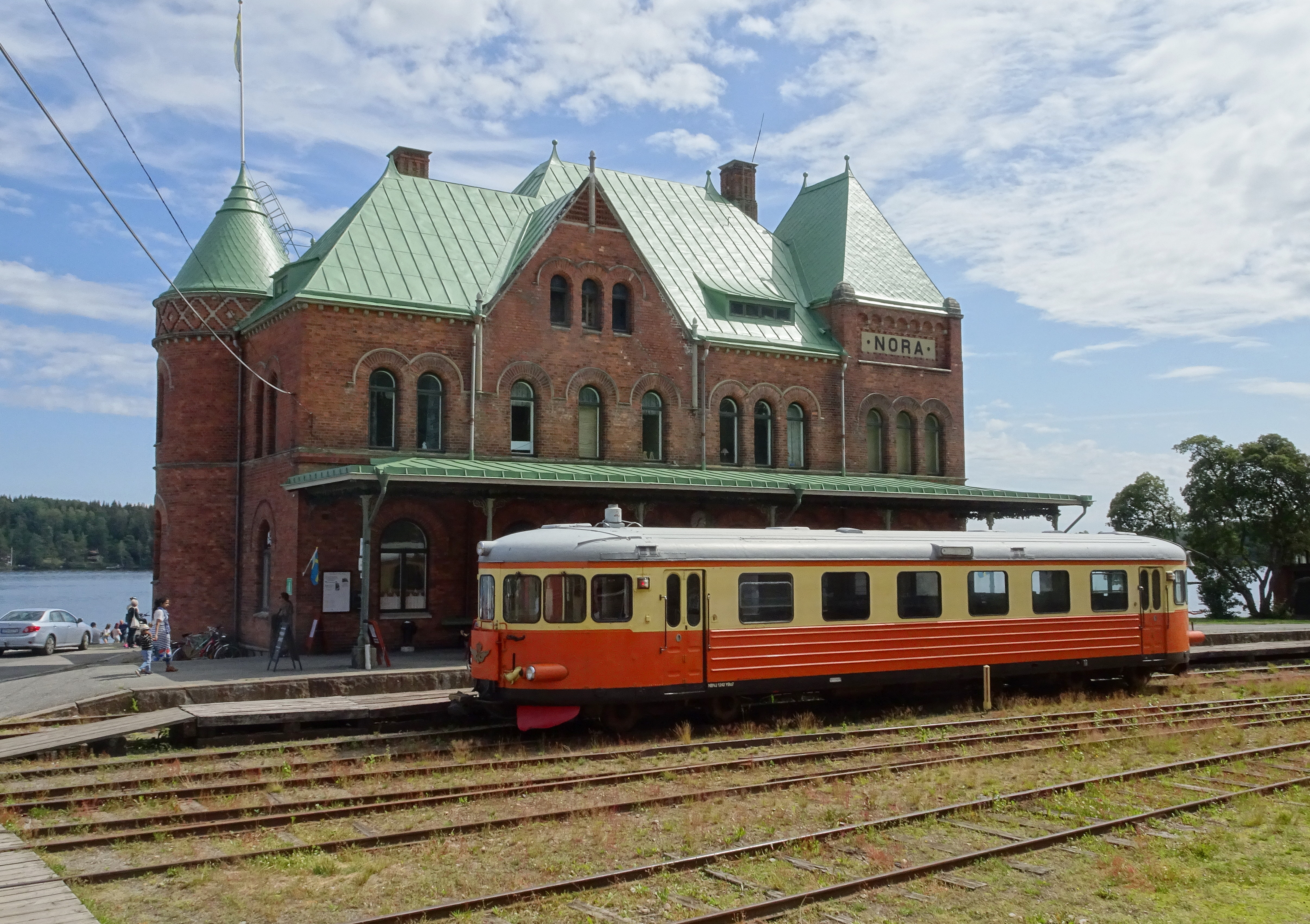
Stationshuset från väster.
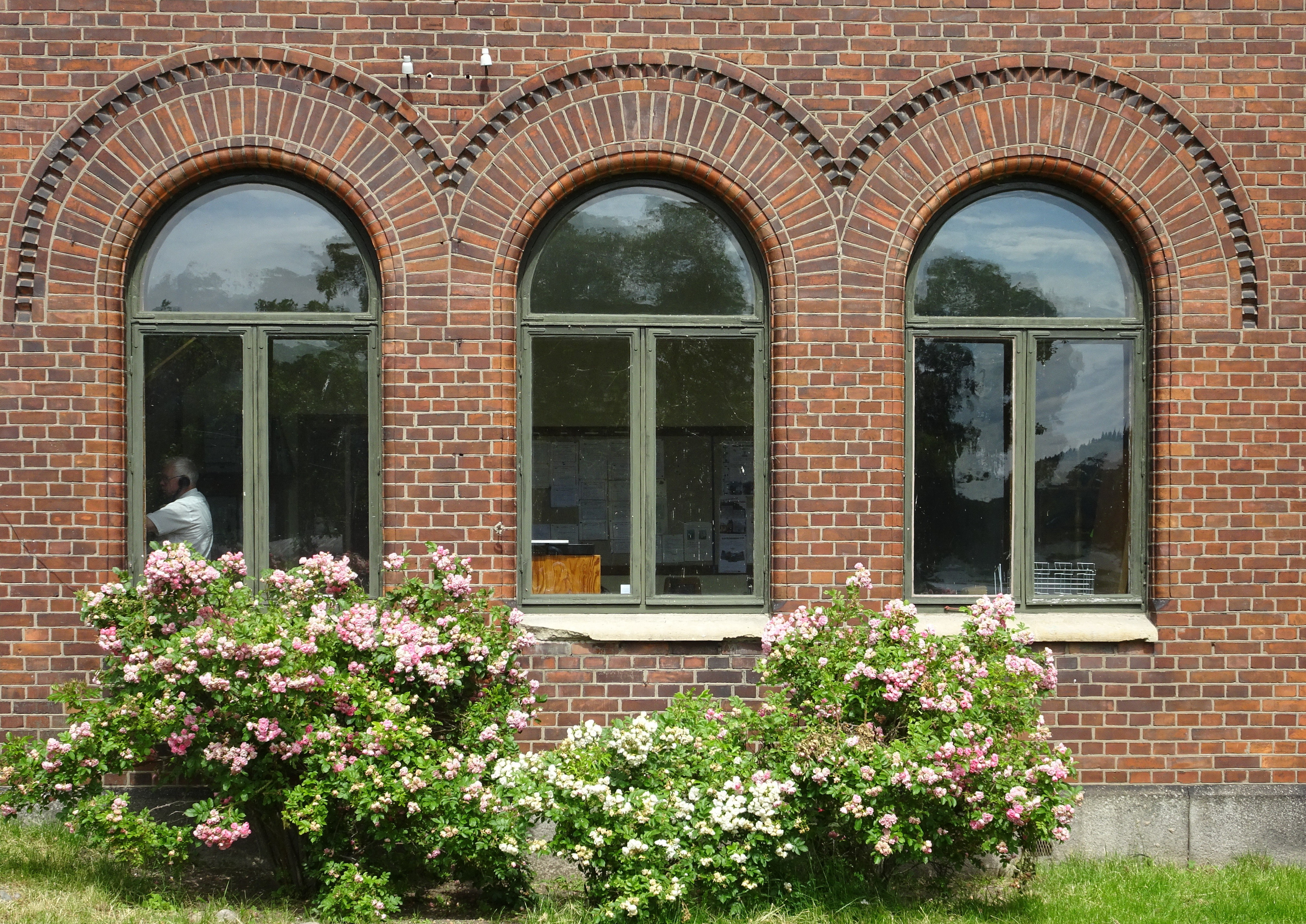
Runda valvbågar ovanför fönstren.
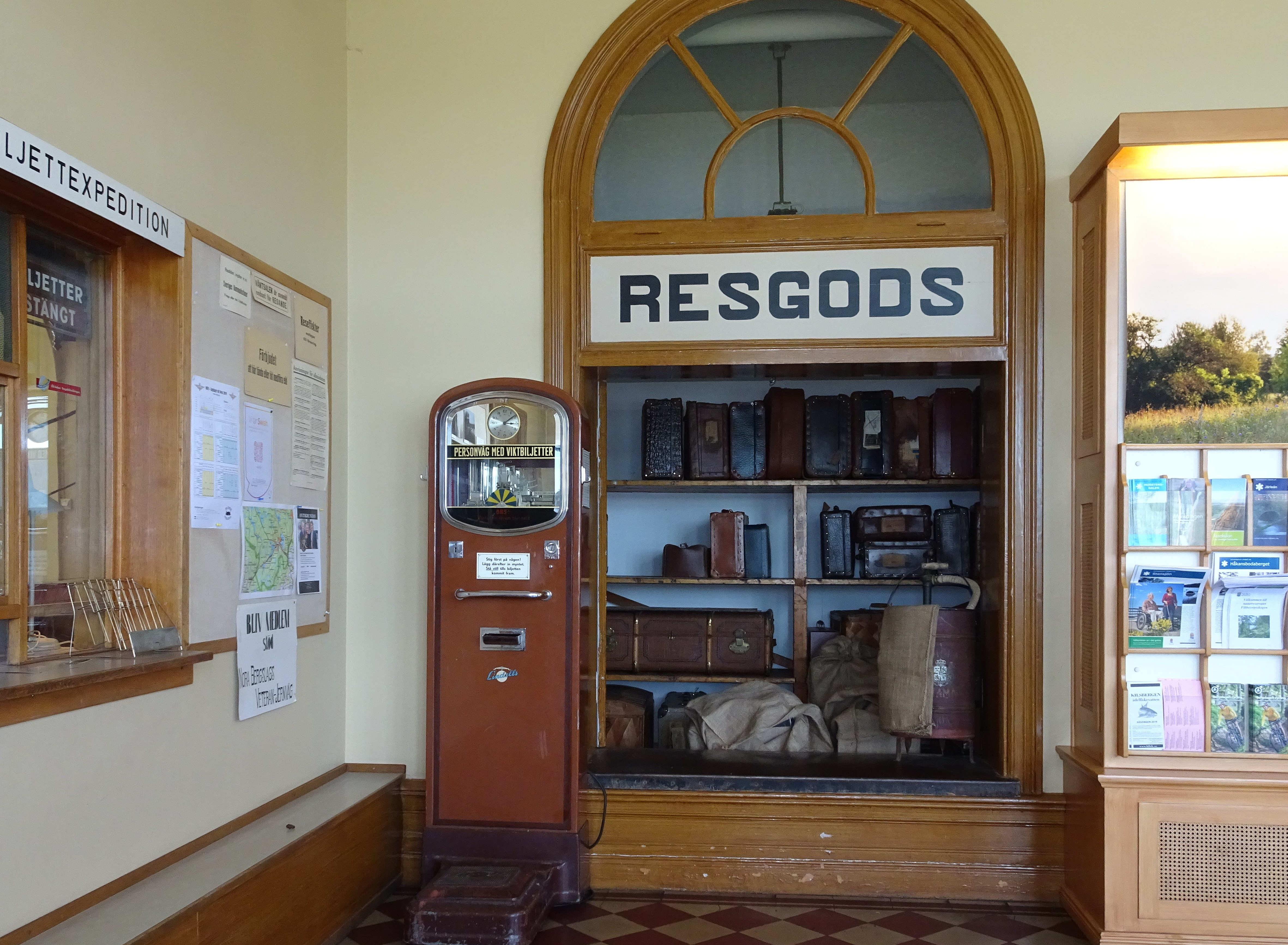
Resgodsmagasinet.
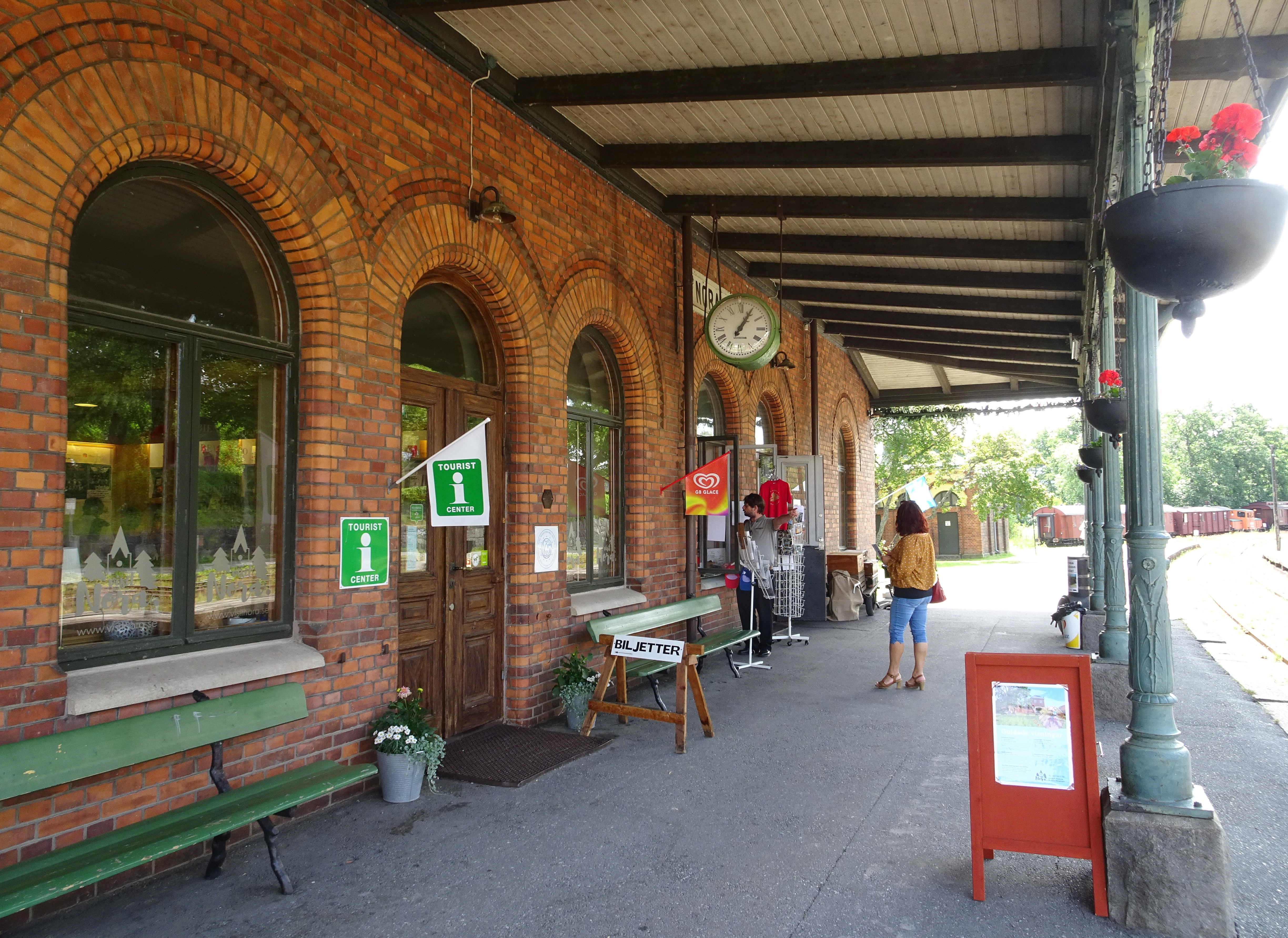
Perrongen och skärmtaket.
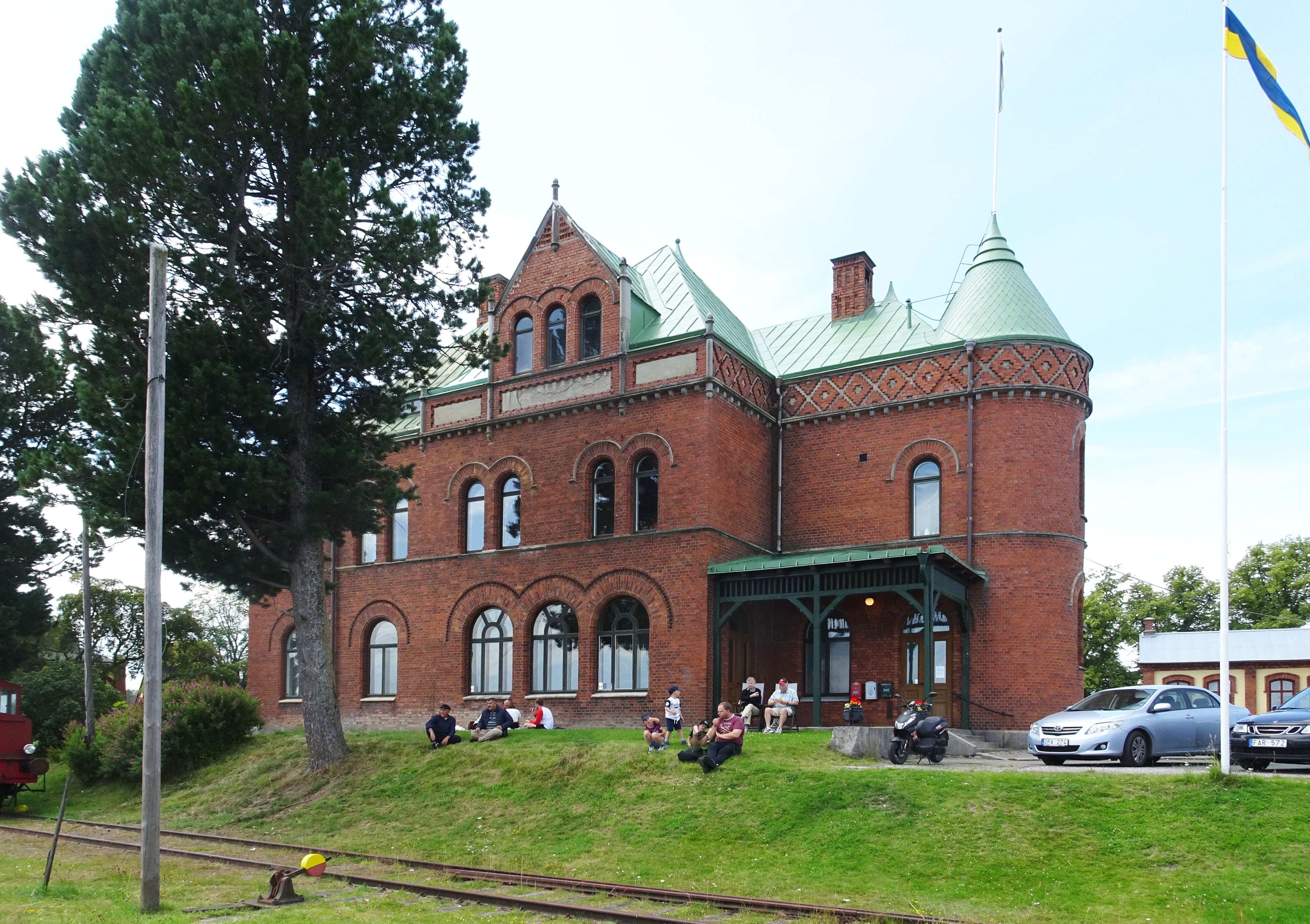
Stationshuset från öster.

### Toalettbyggnad
Den gamla toalettbyggnaden ligger strax söder om stationsbyggnaden och uppfördes 1896-1898. Den symmetriskt och kvadratiskt utformade byggnaden har fasader som är delvis slätputsade, delvis murade i rött tegel. Fönstren med sina halvmåneformer accentuerades genom kraftigt markerade rundbågevalv i profilerat tegel. Toalettbyggnaden inrymde ursprungligen pissoar, lamprum samt avträden för damer och herrar.

### Godsmagasin

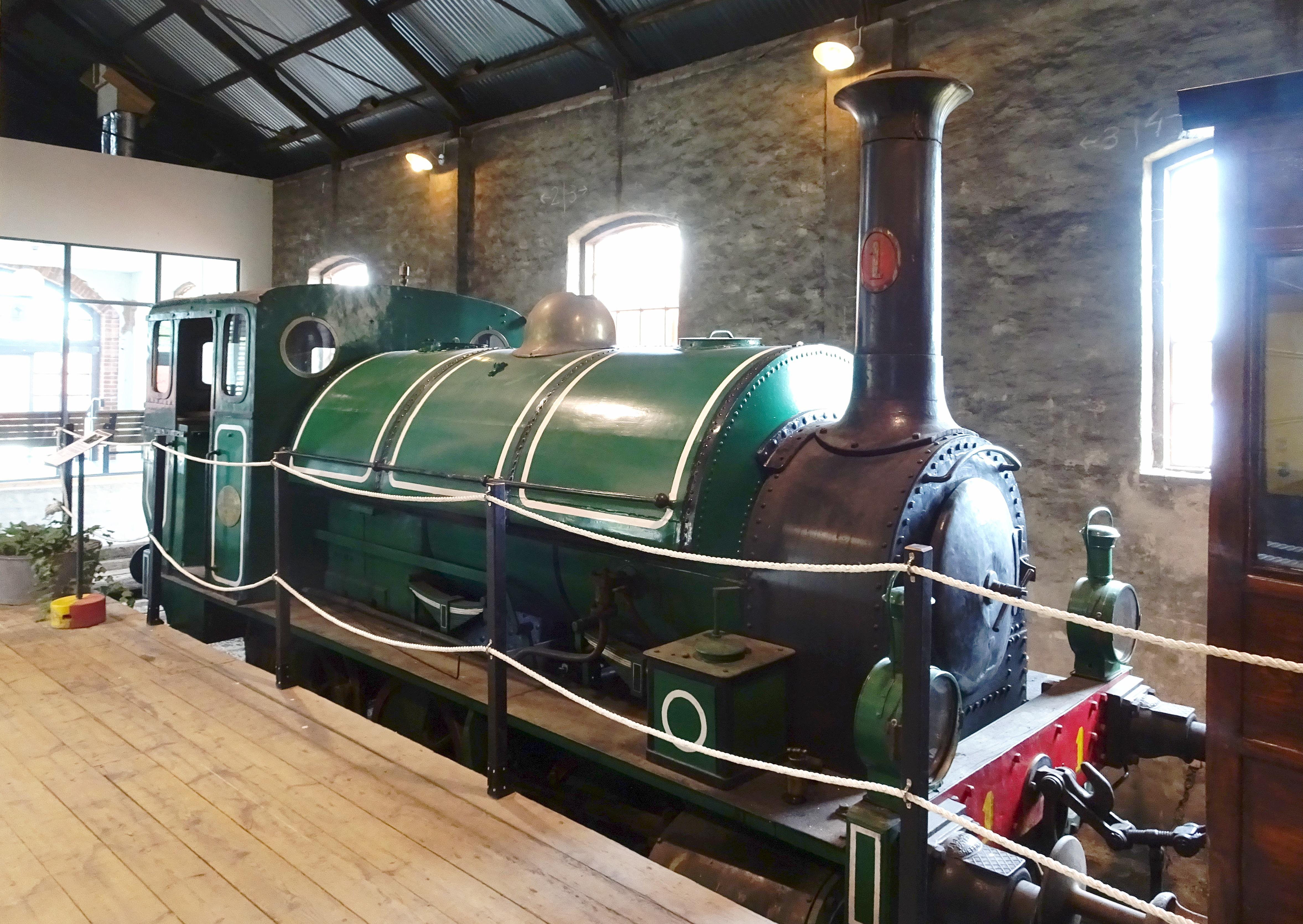
Loket Sockerpullan från 1905.

Godsmagasinet ligger nordost om stationshuset och uppfördes år 1900 i samband med att det gamla stationshuset med tillhörande magasin revs. Fasadgestaltningen stämmer överens med övriga verkstadsbyggnader inom området. Byggnaden fick egen spåranslutning. Fasaderna är slätputsade och avfärgade i gul kulör samt accentuerade genom pilaster och fönsteromfattningar i rött tegel. Byggnaden är klassad som byggnadsminne.
Interiören är ombyggd och innehåller numer ett litet museum. Till utställningsföremålen hör loket Karlskoga, kallat Sockerpullan, ett grönmålat lokomotiv från 1905 som trafikerade Nora–Karlskoga Järnväg till Bofors, men såldes till Svenska Sockerfabriks AB, därav det originella namnet. Bland övriga föremål märks BDJ BCD No 5, en blåmålad vagn från Bredsjö–Degerfors Järnväg byggd 1903 och ett lok (BDJ), litt 1C nr 4 från 1887 som är ett så kallat "Mogul-lok" och Sveriges första i sitt slag.

### Maskinverkstad och lokstallar
Maskinverkstad med lokstallar tillkom 1891 och ligger ett 100-tal meter söder om stationshuset. Liksom godsmagasinet är fasaderna en kombination av gulmålad slätputs och utsmyckningar i rött tegel. Maskinverkstaden och lokstallarna är sammanbyggda i en byggnadskropp och domineras av ett vattentorn som är placerat i gavelns mitt. Vattentornet gestaltades i historiserande stil med tinnar högst upp. I lokstallarna står flera gamla ånglok och maskinverkstaden används fortfarande som verkstad. Här finns bland annat en smedja, en fjäderhammare och en hjulsvarv från 1873. Byggnaden hör till de äldsta bevarade på området och är klassade som byggnadsminne.

Övriga byggnader
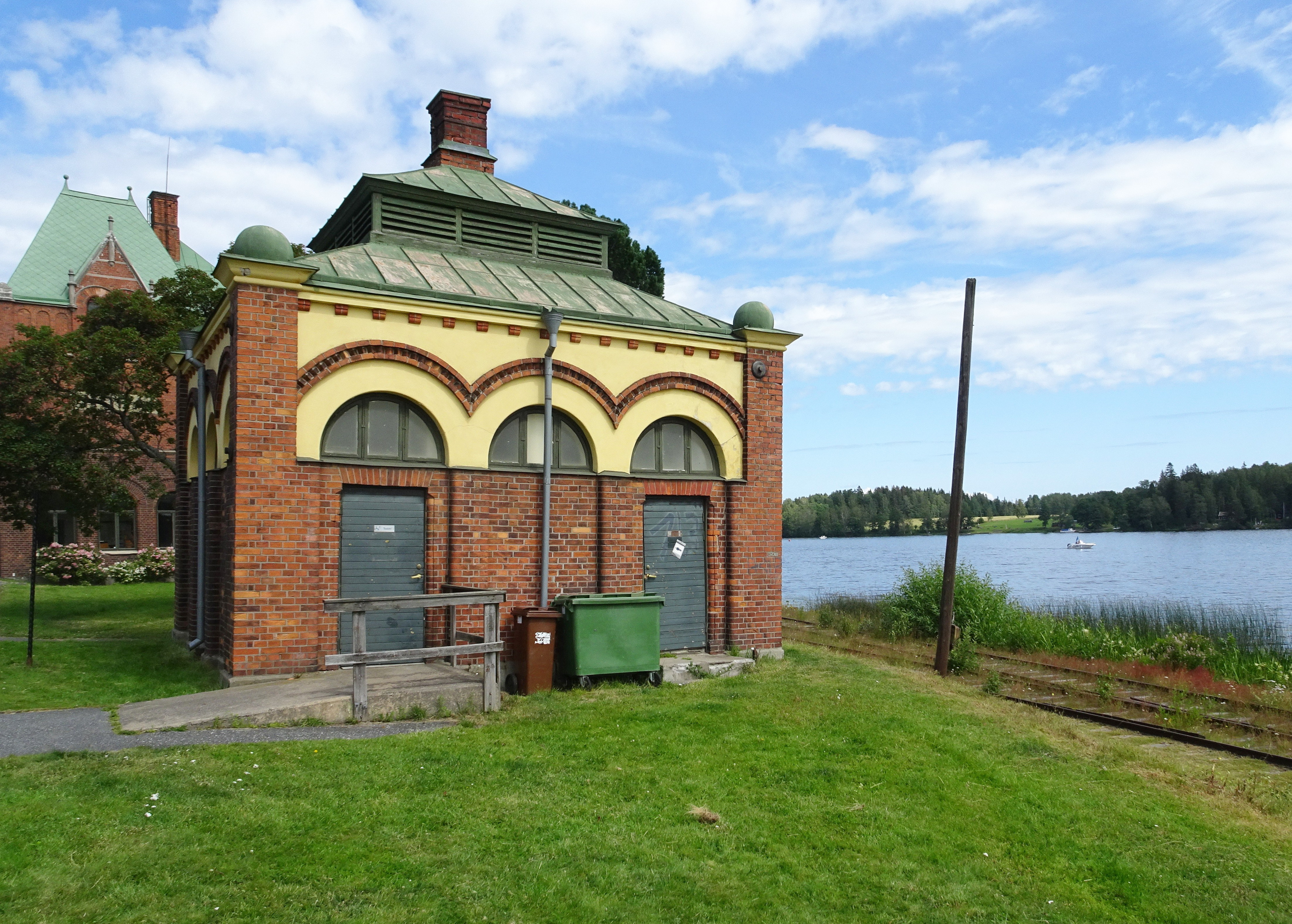
Toalettbyggnaden.
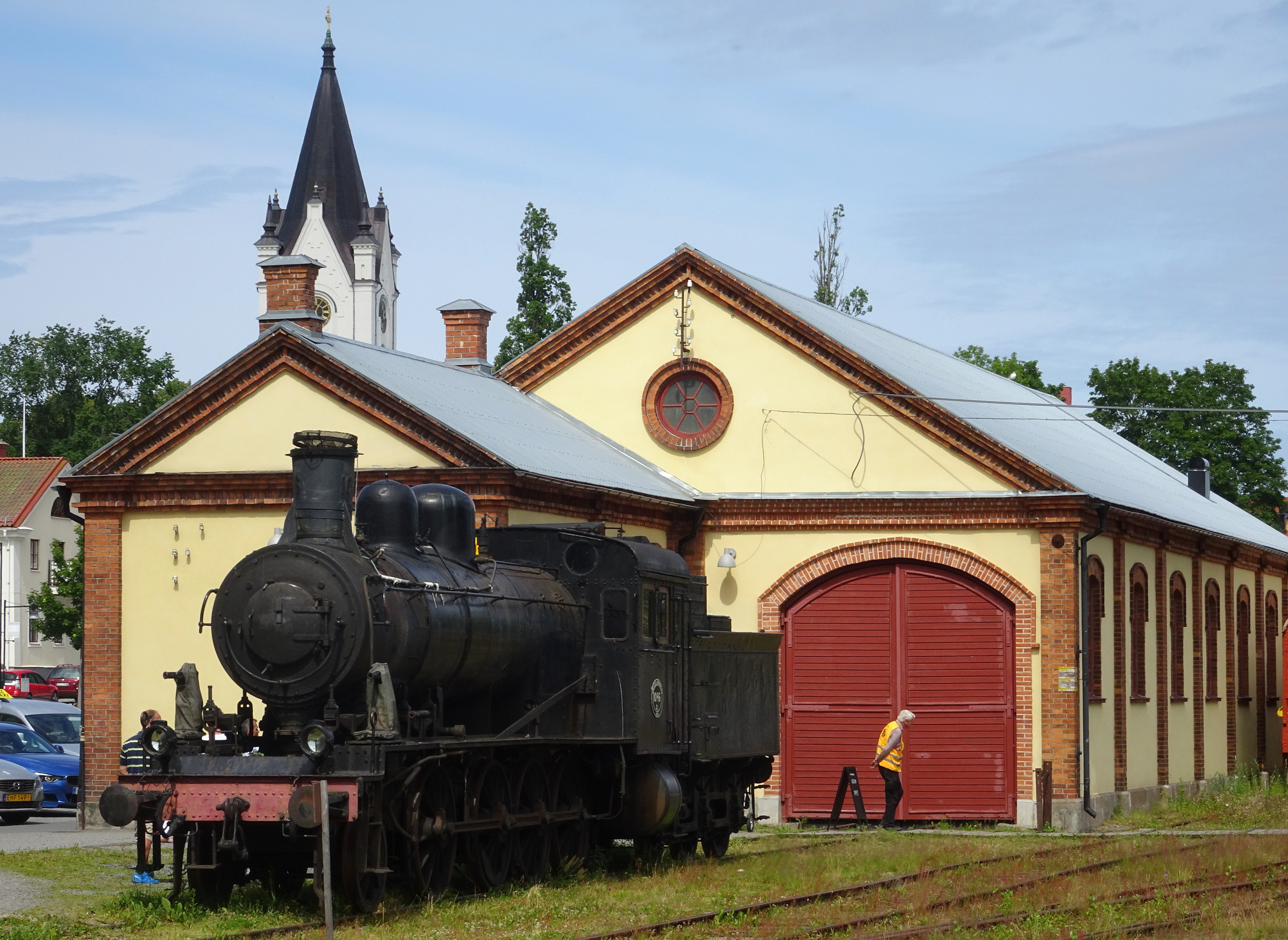
Godsmagasinet, idag museum.
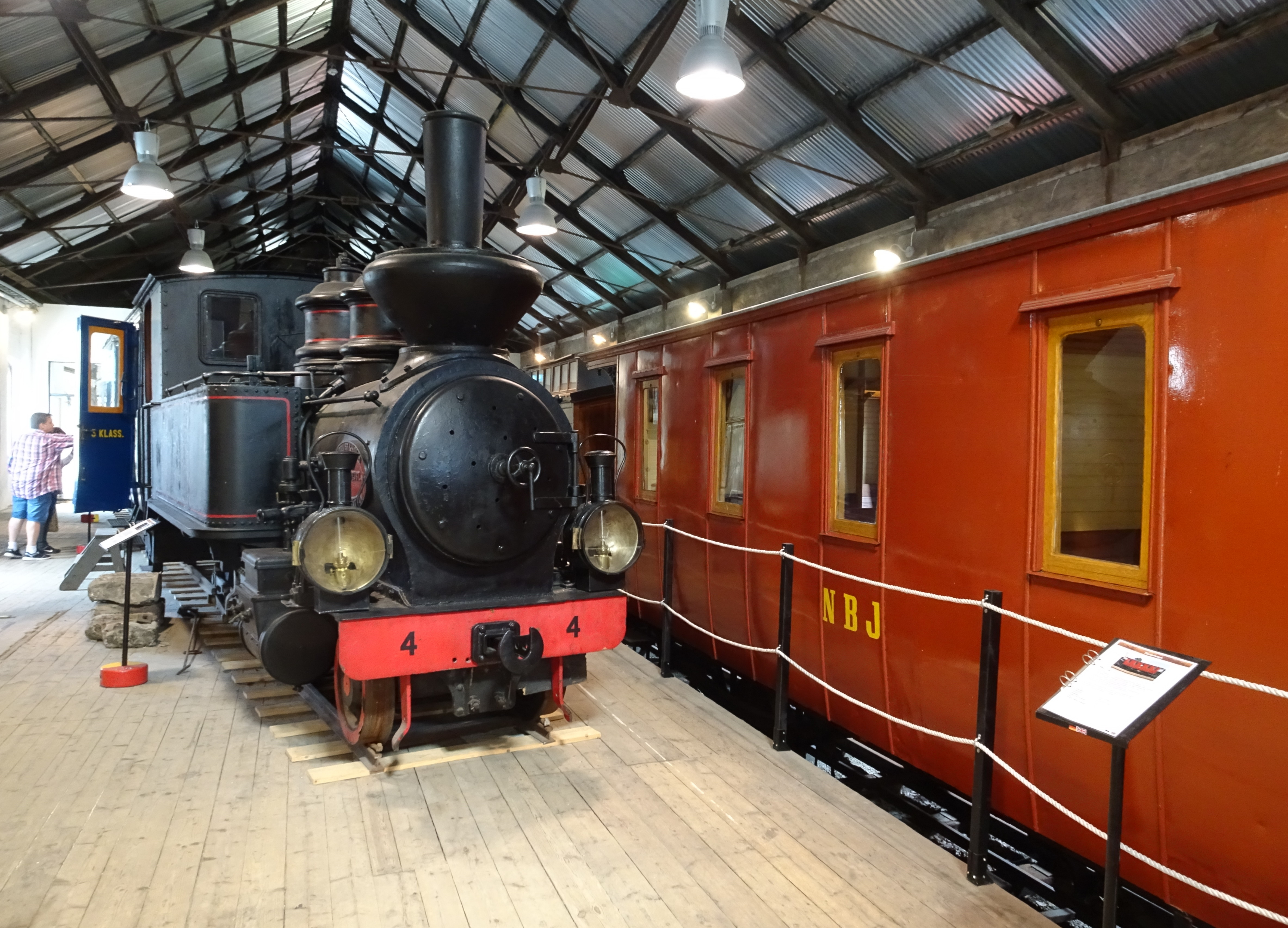
Godsmagasinet, interiör.
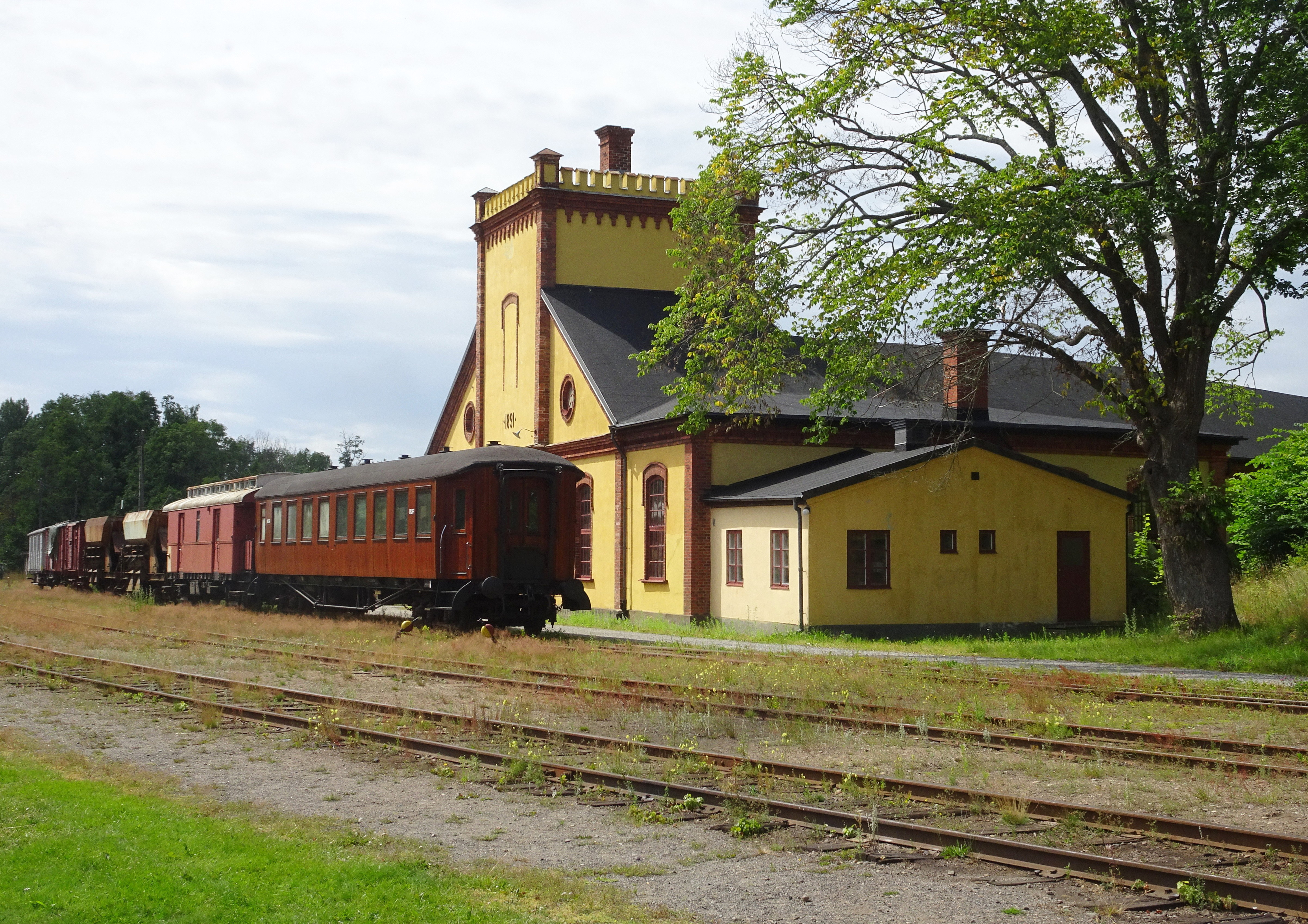
Lokstall med vattentornet.
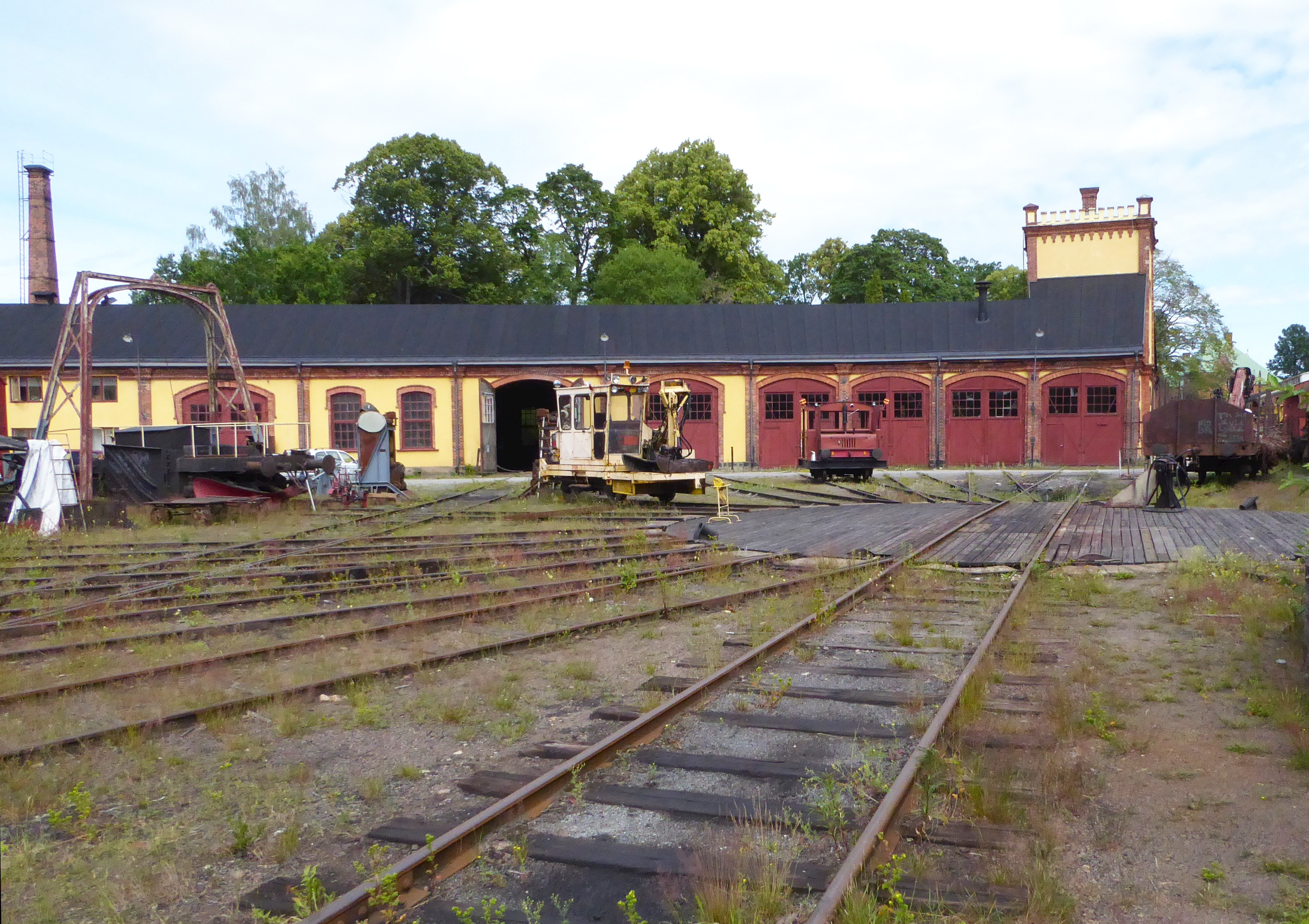
Lokstall och vändskivan.